# Faminseln
Die Faminseln sind eine Inselgruppe in der Halmaherasee. Sie gehören zum indonesischen Archipel Raja Ampat.

## Geographie
Die Faminseln liegen am Westende der Dampierstraße (Westpapua), nordwestlich der Vogelkophalbinsel von Neuguinea, im Nordwesten von Raja Ampat. Östlich vorgelagert sind die Woodfordriffe, nordöstlich liegen die Inseln Waigeo und Gam, nordwestlich die Insel Gag und südwestlich die Insel Batanta. Im Westen liegen die kleinen Inseln Mios, Mios Ga, Miosging und Yef Doif.

### Inseln
- Karte mit allen Koordinaten:
- OSM |
- WikiMap

Die Inseln bilden einen kleinen Bogen, in dessen Zentrum die Hauptinsel Fam mit den Orten Fam und Saukabu liegt. Nördlich liegen die Inseln Penemu (Groß-Fam, Fam Besar) und Keroeo. Südlich der Insel Fam befinden sich die Inseln Manaru, Nokkor, Inus, Naffi, Ba, Fambemuk, Groß- und Kleinanau. Im Südwesten endet der Inselbogen mit den Inseln Yar und Mingiman. Direkt vor Fams Nordwestküste liegt die Insel Ambambee.
| Inselname | Aliasname   | Koordinaten           | Fläche (km²) | Einwohner | Anmerkung  |
| --------- | ----------- | --------------------- | ------------ | --------- | ---------- |
| Ambambee  |             | 00° 39′ S, 130° 17′ O | …            | …         |            |
| Fam       |             | 00° 39′ S, 130° 18′ O | …            | …         | Hauptinsel |
| Fambemuk  | Fambemoek   | 00° 40′ S, 130° 18′ O | …            | …         |            |
| Inoes     | Inus        | 00° 44′ S, 130° 13′ O | …            | …         |            |
| Keroeo    |             | 00° 35′ S, 130° 18′ O | …            | …         |            |
| Manaru    |             | 00° 41′ S, 130° 19′ O | …            | …         |            |
| Mingiman  |             | 00° 45′ S, 130° 07′ O | …            | …         |            |
| Miosba    | Misba, Ba   | 00° 42′ S, 130° 16′ O | …            | …         |            |
| Misandau  | Groß-Andau  | 00° 42′ S, 130° 14′ O | …            | …         |            |
| Naffi     |             | 00° 41′ S, 130° 16′ O | …            | …         |            |
| Namasatoe | Klein-Andau | 00° 40′ S, 130° 15′ O | …            | …         |            |
| Nekkor    | Nokkor      | 00° 41′ S, 130° 17′ O | …            | …         |            |
| Penemu    | Groß-Fam    | 00° 35′ S, 130° 16′ O | …            | …         |            |
| Yar       | Jar         | 00° 44′ S, 130° 09′ O | …            | …         |            |

## Verwaltung
Die Faminseln gehören zum Distrikt Westwaigeo-Inseln (Waigeo Barat Kepulauan) im Regierungsbezirk Raja Ampat (Provinz Papua Barat Daya).